# Penrhyn Castle Railway Museum

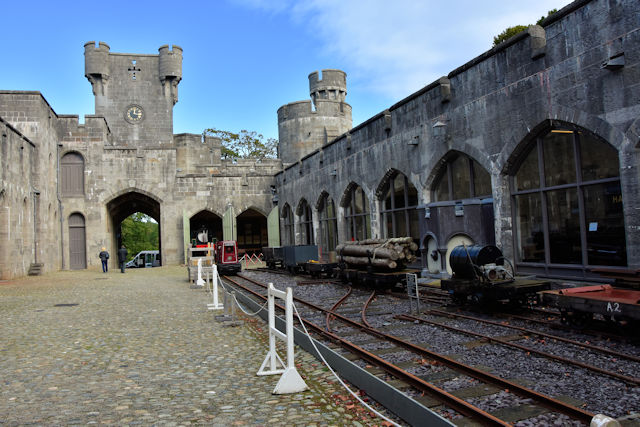
Schienenfahrzeuge auf Gleisen im Schlosshof

Das Penrhyn Castle Railway Museum ist ein Eisenbahnmuseum im Penrhyn Castle bei Bangor in Wales.
Im 19. Jahrhundert wohnte die Familie Pennant, die ab 1840 Douglas-Pennant hieß und den Schiefersteinbruch von Penrhyn bei Bethesda besaß, im Penrhyn Castle.
Der Steinbruch wurde schon früh mit einer Schmalspurbahn, der Penrhyn Quarry Railway (PQR), erschlossen. Diese verlief in der Nähe von Penrhyn Castle. Deshalb wurde dort in den ehemaligen Pferdeställen 1951 ein kleines Werkseisenbahn-Museum eingerichtet.
Die erste Lokomotive, die dem Museum vermacht wurde, war die Dampflok Charles, eine der drei von der PQR noch erhaltenen Dampfloks. Im Laufe der Zeit wurde die Sammlung durch weitere Ausstellungsstücke erweitert.

## Lokomotiven
| Name                     | Spurweite               | Hersteller                           | Achsfolge | Baujahr | Seriennr. | Bemerkungen                                         |
| ------------------------ | ----------------------- | ------------------------------------ | --------- | ------- | --------- | --------------------------------------------------- |
| Charles                  | 1 Fuß 10¾ Zoll (578 mm) | Hunslet                              | 0-4-0ST   | 1882    | 283       | Ursprünglich Penrhyn Quarry Railway                 |
| Hugh Napier              | 1 Fuß 10¾ Zoll (578 mm) | Hunslet                              | 0-4-0ST   | 1904    | 855       | Ursprünglich Penrhyn Quarry Railway, betriebsbereit |
| Fire Queen               | 4 Fuß (1219 mm)         | Horlocks                             | 0-4-0     | 1848    |           | Ursprünglich Padarn Railway                         |
| Watkin                   | 3 Fuß (914 mm)          | De Winton                            | 0-4-0VB   | 1893    |           | Ursprünglich Penmaenmawr & Welsh Granite Co.        |
| Kettering Furnaces No. 3 | 3 Fuß (914 mm)          | Black, Hawthorn & Co                 | 0-4-0ST   | 1885    | 859       | Ursprünglich Kettering Ironstone Railway            |
| No. 1                    | 4 Fuß 8½ Zoll (1435 mm) | Neilson and Company                  | 0-4-0     | 1870    | 1561      | Ursprünglich Beckton Gas Works Railway              |
| Hawarden                 | 4 Fuß 8½ Zoll (1435 mm) | Hudswell Clarke                      | 0-4-0ST   | 1899    | 526       | ex Globe Ironworks, Stalybridge                     |
| Vesta                    | 4 Fuß 8½ Zoll (1435 mm) | Hudswell Clarke                      | 0-6-0T    | 1916    | 1223      | Ursprünglich Hawarden Bridge Steel Works            |
| Haydock                  | 4 Fuß 8½ Zoll (1435 mm) | Josiah Evans / Richard Evans and Co. | 0-6-0T    | 1879    | 2309      | Ursprünglich Haydock Foundry, Haydock               |